# Język emem
Język emem, także: emumu, imimkal, kiamerop – język papuaski z rodziny języków pauwasi, używany w prowincji Papua w Indonezji, przez grupę ludności blisko granicy z Papuą-Nową Gwineą. Według danych z 2005 roku posługuje się nim 2 tys. osób.
Obszar tego języka obejmuje wieś Yuruf w dystrykcie Yaffi, a także wsie Umuaf, Semografi, Yambraf (Yamraf) Satu i Yambraf Dua w dystrykcie Web (kabupaten Keerom). Lokalne określenie Umuaf to „Mofon”, a miejscowości Yambraf Satu i Dua są też nazywane „Embi”.
W użyciu są także języki indonezyjski i malajski papuaski, zwłaszcza w edukacji i komunikacji międzygrupowej. Odnotowano wzrost ich roli wśród najmłodszej grupy wiekowej, na niekorzyść użycia rodzimego języka. We wsi Yuruf większość osób zna też język dera, przynajmniej biernie.
Zagrożeniami dla żywotności emem mogłyby być migracje ludności i małżeństwa mieszane (a co za tym idzie – napór innych języków), przy czym dostępne dane sugerują, że przybysze z zewnątrz często przyswajają lokalny język. Wśród społeczności Emem (zwłaszcza w Umuaf, Yambraf i Semografi) są również osoby, które nie posługują się językiem narodowym.
W literaturze bywa nazywany „emumu”, ale lokalnie preferowane jest określenie „emem”; niewykluczone, że „emumu” to starsza forma tej samej nazwy. Region zamieszkiwany przez tę społeczność jest w dużej mierze odizolowany geograficznie. W 2005 r. stwierdzono, że nie wszystkie miejscowości Emem mają dostęp do prądu.
Dane nt. języków pauwasi są ograniczone. Emem został opisany w postaci pewnych list słownictwa.